# Zegriades siamensis
Zegriades siamensis är en skalbaggsart som beskrevs av Anton Franz Nonfried 1895.
Zegriades siamensis ingår i släktet Zegriades och familjen långhorningar. Inga underarter finns listade i Catalogue of Life.